# Hernán Fernández
Hernán Fernández Vilaspaz (* 17. März 1921 in Santiago de Chile; † 5. Juli 2010 ebenda), auch bekannt unter dem Spitznamen Nano, war ein chilenischer Fußballspieler. Der Torwart spielte zehn Länderspiele für Chile und gewann mit Unión Española zwei Meisterschaften. 1954 trainierte Fernández für kurze Zeit den Klub.

## Vereinskarriere
Hernán Fernández, Sohn spanischer Einwanderer in Chile, wuchs in San Bernardo auf. Mit zwölf Jahren kam er auf das Instituto Nacional General José Miguel Carrera, wo er Andrés García, Jugendtrainer bei Unión Española, kennenlernte. So kam er in die Jugend des Vereins und debütierte dort 1938. Mit dem Klub gewann der Torwart 1943 seine erste Meisterschaft. 1950 hätte der Klub um Fernández fast den zweiten Titel gewonnen, allerdings verlor Unión Española im Entscheidungsspiel knapp mit 1:0 gegen Everton, bei denen René Meléndez das Tor erst in der 104. Spielminute erzielte. Ein Jahr später klappte es dann mit dem zweiten Titel für Fernández. Nach eineinhalb Jahren bei Santiago Morning kehrte Fernández zu Unión Española zurück und beendete dort 1953 seine Karriere. Nach seiner aktiven Karriere wurde Fernández Direktor des Klubs und sprang 1954 für kurze Zeit als Trainer ein.

## Nationalmannschaft
Hernán Fernández wurde für den Campeonato Sudamericano 1942 in Uruguay für die Nationalmannschaft nominiert. Beim seinem Debüt wurde er für Mario Ibáñez bei der 1:6-Niederlage gegen Uruguay eingewechselt. Bei der zweiten Partie gegen Argentinien spielte Fernández von Beginn an, konnte die 1:6-Niederlage jedoch nicht verhindern. Chile belegte den sechsten Platz bei sieben Teilnehmern. Beim Campeonato Sudamericano 1946 spielte Fernández alle fünf Spiele. Nach zwei Siegen und drei Niederlagen belegte Chile den fünften Rang.
Sein letztes Turnier war die Panamerikanische Fußballmeisterschaft 1952, bei der Fernández bei den Siegen über Panama und Peru auf dem Platz stand. Mit vier Siegen aus fünf Spielen wurde Chile hinter Brasilien Vizemeister. Der 3:2-Erfolg über Peru war auch das letzte Länderspiel von Nano.

## Erfolge
Unión Española
- Chilenischer Meister: 1943, 1951